# Annakerk (Kopenhagen)
De Annakerk (Deens: Anna Kirke) is een luthers kerkgebouw in Nørrebro, een district van de Deense hoofdstad Kopenhagen. De kerk werd ontworpen door Peder Vilhelm Jensen-Klint, die vooral bekend is geworden door zijn ontwerp voor de eveneens in Kopenhagen gelegen Grundtvig's Kerk. De Annakerk werd tussen 1914 en 1928 in drie fases gebouwd.

## Geschiedenis

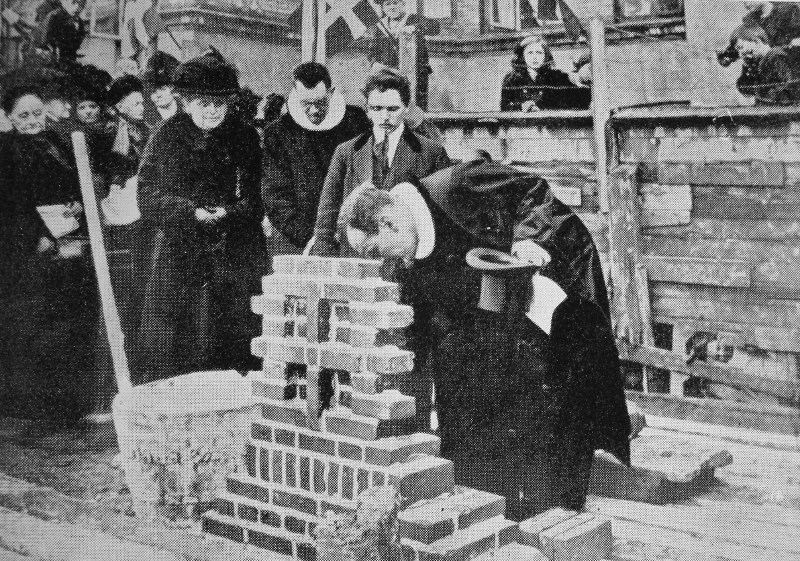
De eerstesteenlegging van de Annakerk

Rond 1900 groeide de bevolking van Kopenhagen zo stormachtig dat het stadsbestuur besloot een geestelijk medewerker in te zetten in het zuidelijke deel van de Stefanusparochie, een van de armste arbeidersbuurten van de stad. Nadat dit deel een zelfstandige parochie werd kon er een stuk grond worden verkregen, maar het bijeen brengen van het geld voor de bouw van de kerk bleek in de arme buurt een lastige zaak. Er werd een comité opgezet, dat bestond uit vrouwen met de naam Anna uit het hele land . Aan iedereen met de naam Anna werd gevraagd één Deense kroon voor het project te doneren.
Peder Vilhelm Jensen-Klint kreeg in 1911 de opdracht om een ontwerp voor het kerkgebouw te maken. De kerk werd vernoemd naar Anna, de bejaarde profetes die voorkomt in het evangelieverhaal, toen Jezus door Maria en Jozef werd opgedragen aan God (Lucas 2: 22-40). Tijdens de opening van de kerk op 27 december 1914 werd uit dit deel van de Bijbel voorgelezen.
Na een paar jaar werd de kerk te klein en vroeg men aan dezelfde architect om een ontwerp voor te maken voor een uitbreiding. Opnieuw verzamelde het Anna Comité de noodzakelijke middelen. De uitbreiding betrof een parochiezaal die dwars op het kerkschip werd gebouwd met de gevel naar de straat. Een tweede dwarsvleugel aan de andere kant van het kerkschip werd in de jaren 1924-1928 uitgevoerd als laatste uitbreiding.

## Architectuur
De kerk bestaat uit drie in rode baksteen uitgevoerde vleugels. De twee zijvleugels hebben trapgevels naar de straat toe, die samen met het kerkschip een U-vormige plattegrond vormen. Het dak is gedekt met rode dakpannen en heeft twee dakruiters met de klokken. Het metselwerk is een voorbeeld van Jensen Klint's stijl.

## Orgel
Het orgel met 20 registers werd in 1979 gebouwd door Bruno Christensen & sønner.

## Afbeeldingen

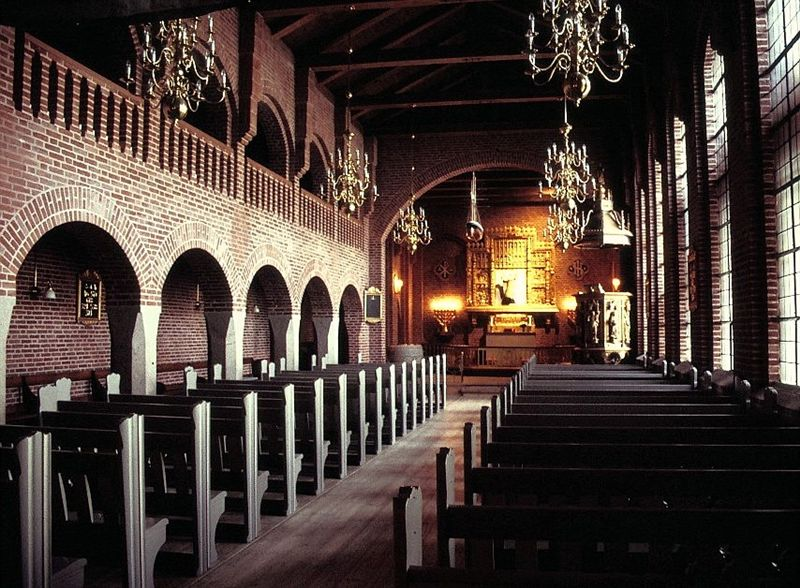
Kerkschip
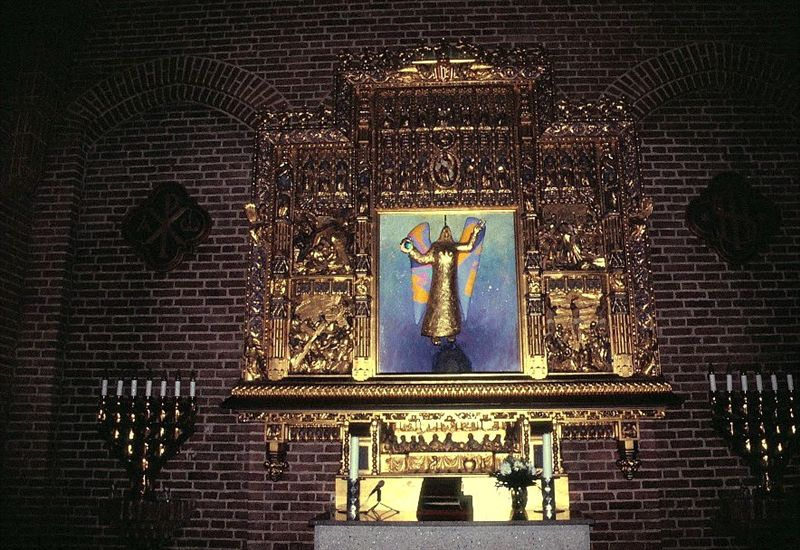
Altaar
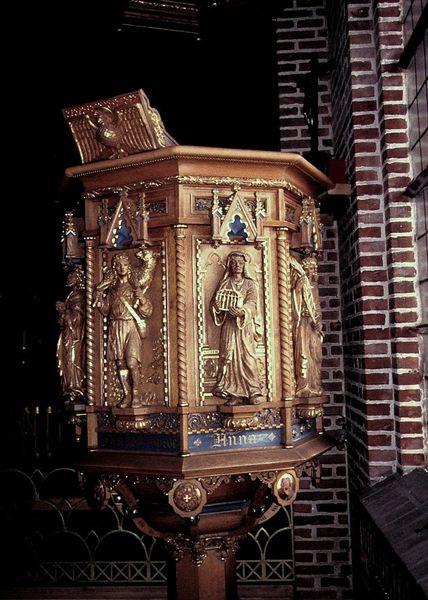
Preekstoel
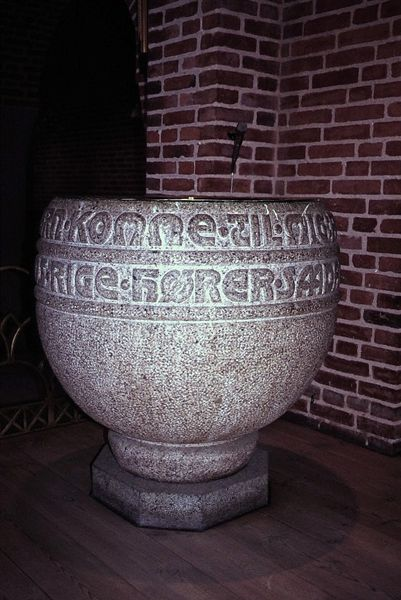
Doopvont